# Traité de Varsovie (1920)
Pour les articles homonymes, voir Traité de Varsovie.

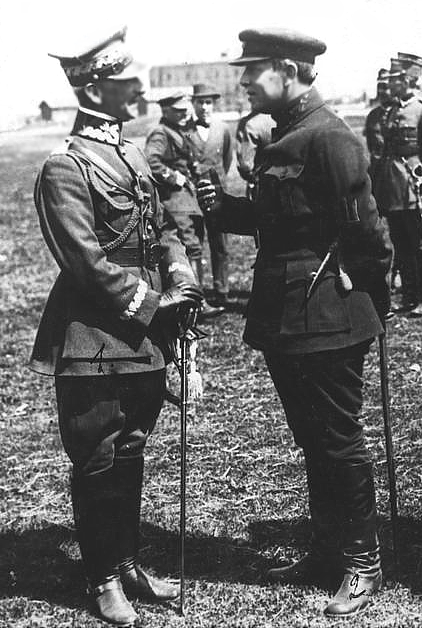
gen. Antoni Listowski et Simon Petlioura lors d'une entrevue (fin avril 1920).

Le traité de Varsovie de 1920 est une alliance militaire et économique signée lors de la guerre soviéto-polonaise le 21 avril 1920 entre la deuxième république de Pologne, représentée par Józef Piłsudski, et la République populaire ukrainienne, représentée par Simon Petlioura. 

## Le traité
L'accord reconnaît l'indépendance de l'Ukraine et délimite les frontières des États ukrainien et polonais. Ce traité cédait à la Pologne les régions ukrainiennes situées à l'Ouest de la rivière Zbroutch (Galicie et une partie de la Volhynie). Les troupes de Petlioura furent placées sous commandement de l'armée polonaise en vue de l'Offensive de Kiev, à venir, contre les Bolchéviques. Toutefois, face à la contre-offensive des troupes soviétiques, la Pologne conclut un armistice avec cette dernière le 12 octobre 1920. Par la suite, Petlioura continua la guerre contre les bolcheviques, sans aide polonaise. Les troupes ukrainiennes furent contraintes de quitter le pays le 21 novembre suivant et furent internées dans des camps en Pologne. Les dirigeants de la République populaire ukrainienne partirent en exil. 
L'Ukraine fut alors partagée alors entre la Pologne à l'Ouest et la Russie communiste (RSS d'Ukraine) à l'Est.

## Source
- (en) Cet article est partiellement ou en totalité issu de l’article de Wikipédia en anglais intitulé « Treaty of Warsaw (1920) » (voir la liste des auteurs).